# Gadifer de La Salle
Pour les articles homonymes, voir La Salle.
Gadifer de La Salle, né en 1340 à Vrines et mort en 1415, est un militaire et explorateur français.
Gadifer de La Salle, avec Jean de Béthencourt, a conduit la première expédition de conquête des îles Canaries en 1402. Des malentendus avec Jean de Béthencourt sur l’ancienneté de la conquête l’ont amené à diriger une série d’émeutes qui ont contribué à l’échec relatif de l’expédition aux Canaries.

## Biographie
Ayant obtenu une renommée de grande bravoure dans la guerre de Cent Ans où il s’est illustré dans des combats en Normandie et en Flandres, Gadifer de La Salle était écuyer du duc Jean Ier de Berry, seigneur de Ligron et gouverneur de Bigorre. En 1384, il est mentionné parmi les seigneurs de la suite du duc Louis d'Anjou qui ont été capturés par la marine de Raguse (Dubrovnik), avec Jean de Bueil et Pierre de Craon. Il a fait la connaissance de Béthencourt dans l’expédition normande de 1390 contre Tunis. L’expédition de 1402 avait pour but la conquête, l’évangélisation et le peuplement, avec des colons normands, des îles Canaries. Les Normands ont été bien reçus par les indigènes de Lanzarote - les Guanches - auxquels ils ont promis d’éviter le commerce d’esclaves.
Les dissensions entre eux ont commencé immédiatement. Béthencourt retourne en Espagne et Berthin de Beneval, chargé de l’expédition, trahit Gadifer, qu’il abandonne à son sort après avoir attaqué les établissements de la côte du Rubicon. Gadifer est sauvé par deux chapelains et deux écuyers fidèles. La seule annonce de son retour sème la panique chez les coupables qui décident de gagner la côte marocaine où ils seront massacrés par les Barbaresques.
Entre-temps, Béthencourt reconnaît le roi Henri III de Castille comme suzerain qui lui confère le titre de roi des îles conquises. Avec un petit groupe d’hommes, Gadifer soumet l’île et capture le roi indigène Guardafia. Après le retour de Béthencourt, la conquête se poursuit à Fuerteventura et El Hierro, échouant dans le reste des îles. Gadifer retourne en Castille pour réclamer la direction de la conquête devant Henri III, ce qu’il n’obtiendra jamais. Gadifer mortifié par tant d'ingratitude rentre en France où il meurt dix ans plus trad dans l'estime générale après avoir brillamment combattu en Méditerranée.
La chronique de son expédition avec Jean de Béthencourt aux Canaries est contenue dans le Canarien.